# Mistrovství Československa v lyžařském orientačním běhu 1989
18. ročník Mistrovství Československa v lyžařském orientačním běhu proběhl v jedné individuální a jedné týmové disciplíně. 
Závody proběhly v Beskydech v okolí horské osady Visalaje v nadmořské výšce 750-900 m n. m.
Mistrovskému víkendu předcházela vichřice a obleva, což ztížilo přípravu stop. Ty byly průjezdněny jen s velkým úsilím, s prořezávkami polomů za pomoci lesního závodu a skútrů horské služby a TŽ Třinec. 

## Mistrovství ČSSR jednotlivců
Počasí: +3°C, slunečno a větrno.
| Datum závodu   | 25. 2. 1989 |  | Místo konání    | Visalaje • centrum |  | Pořadatel       | TJ Baník OKD Ostrava                 |
| Ředitel závodu | Jiří Ptáček |  | Hlavní rozhodčí | Oldřich Vlach      |  | Stavitel tratí  | Boleslav Buchwaldek, Ondřej Herdegen |
| Název mapy     | Smrkovina   |  | Web závodu      |                    |  | Výsledky závodu |                                      |

| Zkrácené výsledky | Zkrácené výsledky       | Zkrácené výsledky         | Zkrácené výsledky       | Zkrácené výsledky       | Zkrácené výsledky | Zkrácené výsledky       | Zkrácené výsledky              | Zkrácené výsledky       | Zkrácené výsledky       |
| Pořadí            | H21 - muži              | H21 - muži                | H21 - muži              | H21 - muži              | Pořadí            | D21 - ženy              | D21 - ženy                     | D21 - ženy              | D21 - ženy              |
| ----------------- | ----------------------- | ------------------------- | ----------------------- | ----------------------- | ----------------- | ----------------------- | ------------------------------ | ----------------------- | ----------------------- |
| Zlatá medaile     | Jiří Schindler          | Elitex Jablonec nad Nisou | 1:43:44                 |                         | Zlatá medaile     | Jana Farská             | TJ Jilemnice                   | 1:02:14                 |                         |
| Stříbrná medaile  | Radovan Kunc            | Elitex Jablonec nad Nisou | 1:45:26                 | +1:42                   | Stříbrná medaile  | Mária Paráková          | Iskra Smrečina Banská Bystrica | 1:03:37                 | +1:23                   |
| Bronzová medaile  | Arno Fišera             | Elitex Jablonec nad Nisou | 1:46:34                 | +2:50                   | Bronzová medaile  | Jindra Pavelková        | TJ Ostroj Opava                | 1:06:00                 | +3:46                   |
| 4                 | Vlastimil Uchytil       | TJ Švýcárna               | 1:49:33                 | +5:49                   | 4                 | Zuzana Valešová         | TJ Jilemnice                   | 1:06:47                 | +4:33                   |
| 5                 | Ondřej Táborský         | Elitex Jablonec nad Nisou | 1:50:18                 | +6:34                   | 5                 | Marcela Svobodová       | TJ Jičín                       | 1:07:13                 | +4:59                   |
| 6                 | Valér Franko            | TJ Slávia VŠT Košice      | 1:54:14                 | +10:30                  | 6                 | Dana Ticháčková         | TJ Jičín                       | 1:09:18                 | +7:04                   |
| 7                 | Petr Kozák              | USK Praha                 | 1:55:17                 | +11:33                  | 7                 | Renata Vokounová        | USK Praha                      | 1:09:59                 | +7:45                   |
| 8                 | Zbyněk Valoušek         | TJ Slavia VŠST Liberec    | 1:56:02                 | +12:18                  | 8                 | Iveta Tišerová          | TJ Slavia VŠST Liberec         | 1:12:47                 | +10:33                  |
| 9                 | Radan Kamenický         | TJ Nové Město na Moravě   | 1:57:12                 | +13:28                  | 9                 | Markéta Forejtová       | Slavia Plzeň                   | 1:13:54                 | +11:40                  |
| 10                | Zdeněk Zuzánek          | Elitex Jablonec nad Nisou | 1:57:31                 | +13:47                  | 10                | Milica Trubanová        | Iskra Smrečina Banská Bystrica | 1:14:00                 | +11:46                  |
| Pořadí            | H19 - junioři           | H19 - junioři             | H19 - junioři           | H19 - junioři           | Pořadí            | D19 - juniorky          | D19 - juniorky                 | D19 - juniorky          | D19 - juniorky          |
| Zlatá medaile     | Alexandr Toloch         | TJ Ostroj Opava           | 1:31:58                 |                         | Zlatá medaile     | Mária Honzová           | TJ TŽ Třinec                   | 1:03:55                 |                         |
| Stříbrná medaile  | Tomáš Podmolík          | VŠZ Brno                  | 1:33:18                 | +1:20                   | Stříbrná medaile  | Marcela Kubatková       | TJ TŽ Třinec                   | 1:04:40                 | +0:45                   |
| Bronzová medaile  | Petr Kruliš             | TJ Slavia VŠST Liberec    | 1:37:08                 | +5:10                   | Bronzová medaile  | Jana Cieslarová         | TJ TŽ Třinec                   | 1:07:44                 | +3:49                   |
| Pořadí            | H17 - starší dorostenci | H17 - starší dorostenci   | H17 - starší dorostenci | H17 - starší dorostenci | Pořadí            | D17 - starší dorostenky | D17 - starší dorostenky        | D17 - starší dorostenky | D17 - starší dorostenky |
| Zlatá medaile     | Milan Venhoda           | Spartak Jihlava           | 1:17:03                 |                         | Zlatá medaile     | Jana Erlebachová        | TJ Jičín                       | 58:46                   |                         |
| Stříbrná medaile  | Martin Sklenář          | Elitex Jablonec nad Nisou | 1:17:17                 | +0:14                   | Stříbrná medaile  | Mária Dindová           | Loko Kysak                     | 1:06:23                 | +7:37                   |
| Bronzová medaile  | Milan Dudra             | Loko Kysak                | 1:19:12                 | +2:09                   | Bronzová medaile  | Věra Nosková            | OK Slavia Hradec Králové       | 1:07:59                 | +9:13                   |
| Pořadí            | H15 - mladší dorostenci | H15 - mladší dorostenci   | H15 - mladší dorostenci | H15 - mladší dorostenci | Pořadí            | D15 - mladší dorostenky | D15 - mladší dorostenky        | D15 - mladší dorostenky | D15 - mladší dorostenky |
| Zlatá medaile     | Václav Zakouřil         | TJ Turnov                 | 1:00:23                 |                         | Zlatá medaile     | Patricie Vaníčková      | TJ Spartak Vrchlabí            | 1:05:05                 |                         |
| Stříbrná medaile  | Petr Kraus              | TJ Jičín                  | 1:00:44                 | +0:21                   | Stříbrná medaile  | Petra Smejkalová        | Spartak Jihlava                | 1:06:52                 | +1:47                   |
| Bronzová medaile  | Jan Boudný              | Spartak Jihlava           | 1:06:20                 | +5:57                   | Bronzová medaile  | Kateřina Kastnerová     | TJ Sokol Kostelec na Hané      | 1:08:39                 | +3:34                   |

Souhrnné informace naleznete v článku Mistrovství Československa v lyžařském orientačním běhu jednotlivců.

## Mistrovství ČSSR štafet
Počasí: +8°C a déšť.
| Datum závodu   | 26. 2. 1989 |  | Místo konání    | Visalaje • centrum |  | Pořadatel       | TJ Baník OKD Ostrava |
| Ředitel závodu | Jiří Ptáček |  | Hlavní rozhodčí | Oldřich Vlach      |  | Stavitel tratí  | Miroslav Sikora      |
| Název mapy     | Smrkovina   |  | Web závodu      |                    |  | Výsledky závodu |                      |

Souhrnné informace naleznete v článku Mistrovství Československa v lyžařském orientačním běhu štafet.